# Vide cor meum
Vide Cor Meum é uma canção da trilha sonora do filme Hannibal. É uma aria composta por Patrick Cassidy especialmente para o filme e tem a participação de Danielle De Niese e Bruno Lazzaretti.
No filme, o personagem principal Dr. Lecter assiste a uma peça em Florença onde a música é tocada. Muitos fãs perguntaram que peça é esta, mas Patrick Cassidy explica que tanto a peça quanto a canção foram criadas somente para o filme e não existem na vida real. O nome da peça fictícia é La Vita Nuova.
Em 2005 a mesma música fez parte da trilha sonora do filme Kingdom of Heaven